# David Faber (Mediziner)
David Faber (* in Meißen; † 10. Juni 1637) war ein deutscher Mediziner und kursächsischer Leibarzt.

## Leben und Karriere
David Faber immatrikulierte sich am 2. Juni 1598 an der Universität Wittenberg. 1605 promovierte er in Basel.
1619 nahm er den damals 19-jährigen Lorenz Eichstaedt, der zuvor in Wittenberg studiert hatte und dort 1621 promovieren sollte, als Assistenten in Altenburg auf. Im selben Jahr empfahl er Johann Zeidler die Medizin als Studienfach. 1622, nach dem Tod des Leibarztes Andreas Dörer, bat Kurfürst Johann Georg I. den sächsischen Herzog Johann Philipp, Faber aus seinen Diensten zu entlassen, damit dieser dessen Position als kursächsischer Leibarzt in Dresden übernehmen konnte. Seine offizielle Berufung erfolgte im Dezember 1622.

## Familie
Am 3. Februar 1617 heiratete David Faber Sophia Leyser, die Tochter des kursächsischen Generalsuperintendenten Polycarp Leyser d. Ä. und der Elisabeth Cranach. Sophia war zuvor mit Dr. Bartholomäus Krüger verheiratet gewesen. Aus dessen erster Ehe mit Margaretha Person stammte der Sohn Johann Bartholomäus Krüger, der 1636 als Professor der Medizin in Königsberg wirkte und mit Catharina Loth verheiratet war. Catharina heiratete nach dem Tod ihres ersten Ehemannes den Mediziner Johann Masius. Eine weitere Tochter aus der Ehe von Sophia Leyser und Bartholomäus Krüger, Marie Krüger, heiratete den Juristen Georg Hettenbach, ein Sohn von Ernst Hettenbach und Maria Bennewitz.
In zweiter Ehe heiratete David Faber Euphrosina Elisabeth Strauch, eine Schwester des Aegidius Strauch und Tochter des Theologen Aegidius Strauch aus dessen Ehe mit Euphrosina Cranach.